# Tram van Norrköping

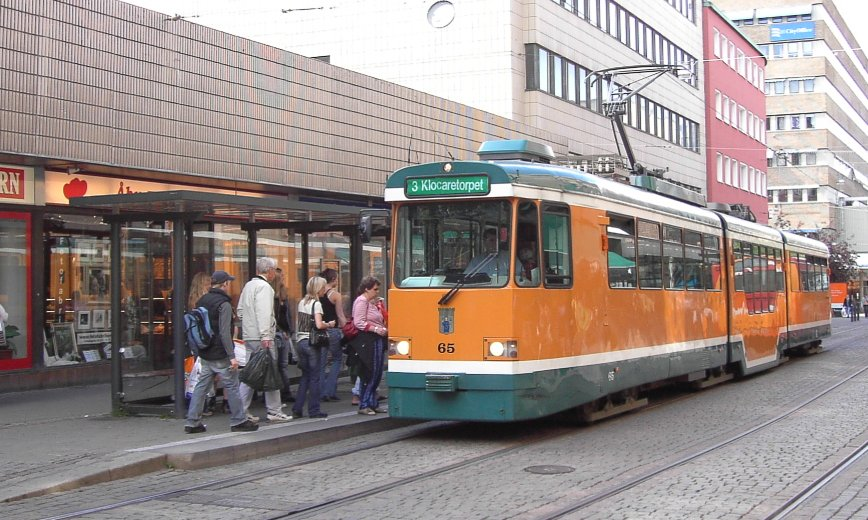
M97-tram bij de halte Söder Tull

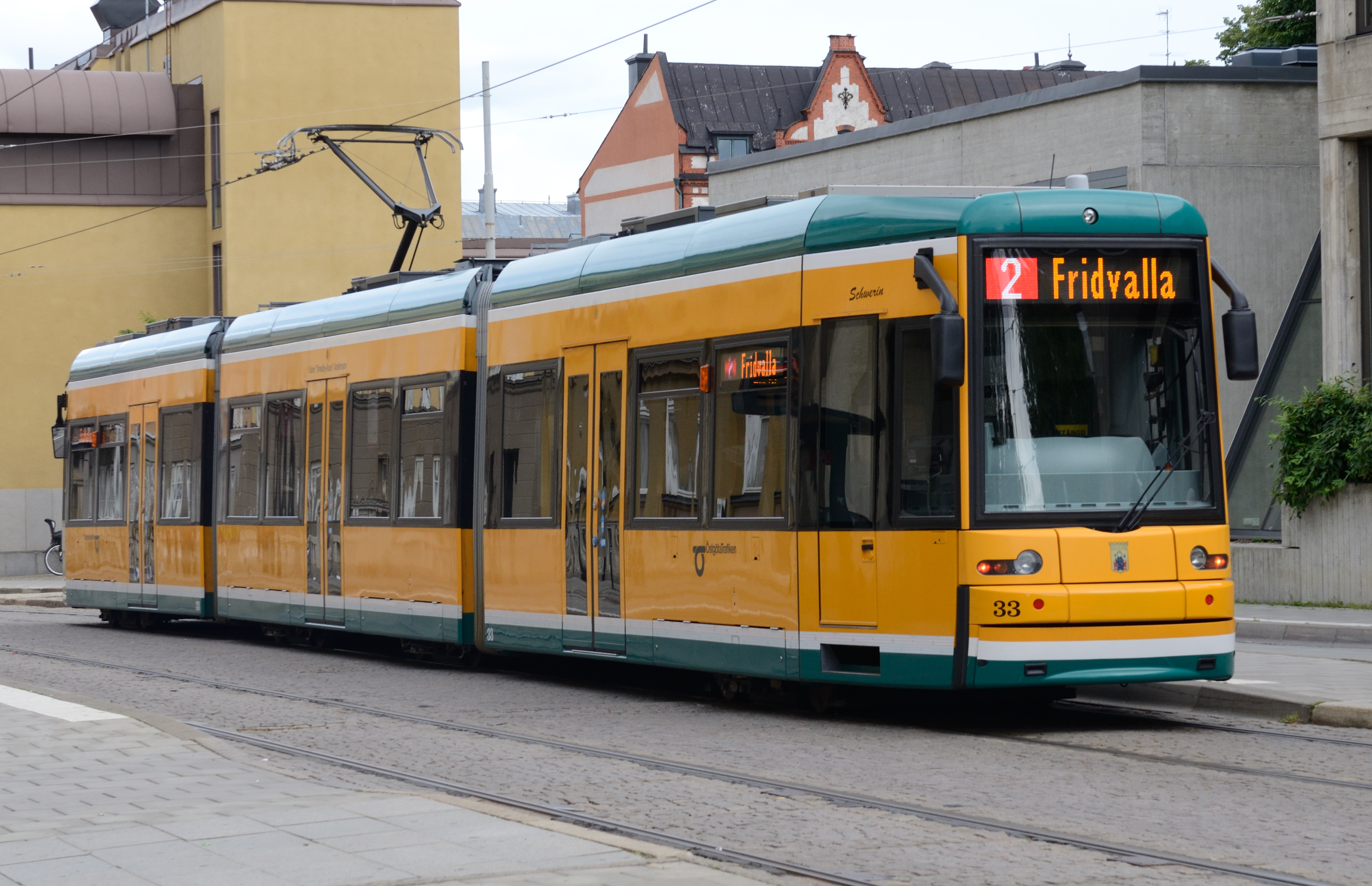
Flexity Classic-tram te Norrköping

De tram van Norrköping vormt de ruggengraat van het openbaar vervoer in de Zweedse stad Norrköping (stad).
Sinds 1980 wordt de tram in Norrköping beheerd door ÖstgötaTrafiken, de OV-autoriteit van Östergötlands län. ÖstgötaTrafiken heeft de exploitatie van de tram uitbesteed aan Veolia Transport.

## Geschiedenis
Op 10 maart 1904 werd de eerste tramlijn in Norrköping geopend en in de jaren daarna breidde het net zich uit tot drie lijnen. In 1956 werd lijn 1 stilgelegd.
De andere twee lijnen overleefden zowel de omschakelingsoperatie van links naar rechts rijden op 3 september 1967 (Dagen H) als ook een onderzoek naar het toekomstperspectief van het trambedrijf in 1993.

## Materieel
De tramdienst wordt deels uitgevoerd met eenrichtingstrams. De M97-serie bestond uit totaal 10 tweedehands Düwag-trams uit Duisburg, die deels voorzien werden van een lagevloermiddenbak.
ÖstgötaTrafiken heeft 21 trams van het type Flexity Classic voor de passagiersdienst, de M06-serie. Hiervan zijn er 15 nieuw aangeschaft en zijn 6 stuks in 2020 overgenomen uit Stockholm.

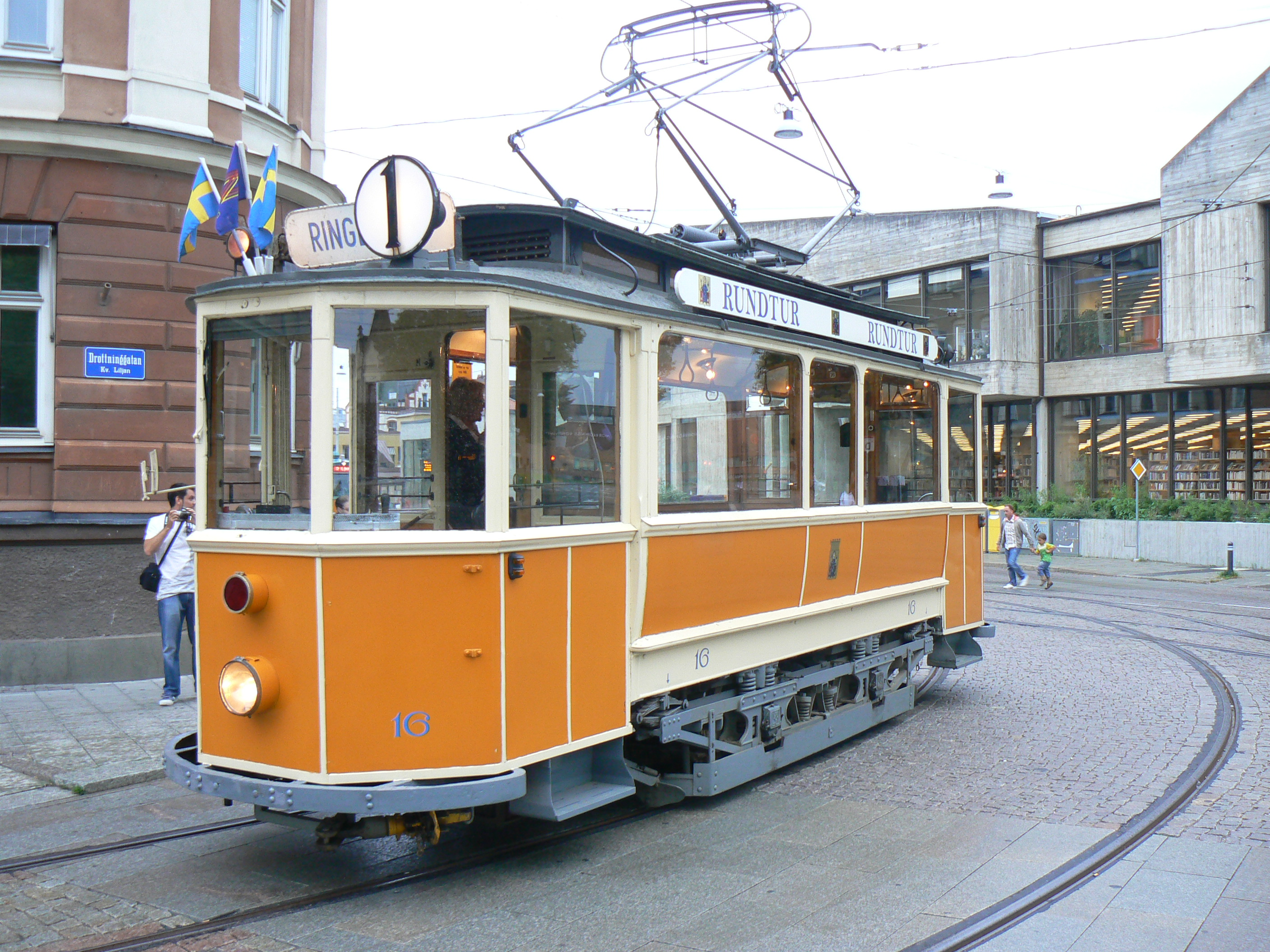
Tram 19 als museumtram op lijn 1

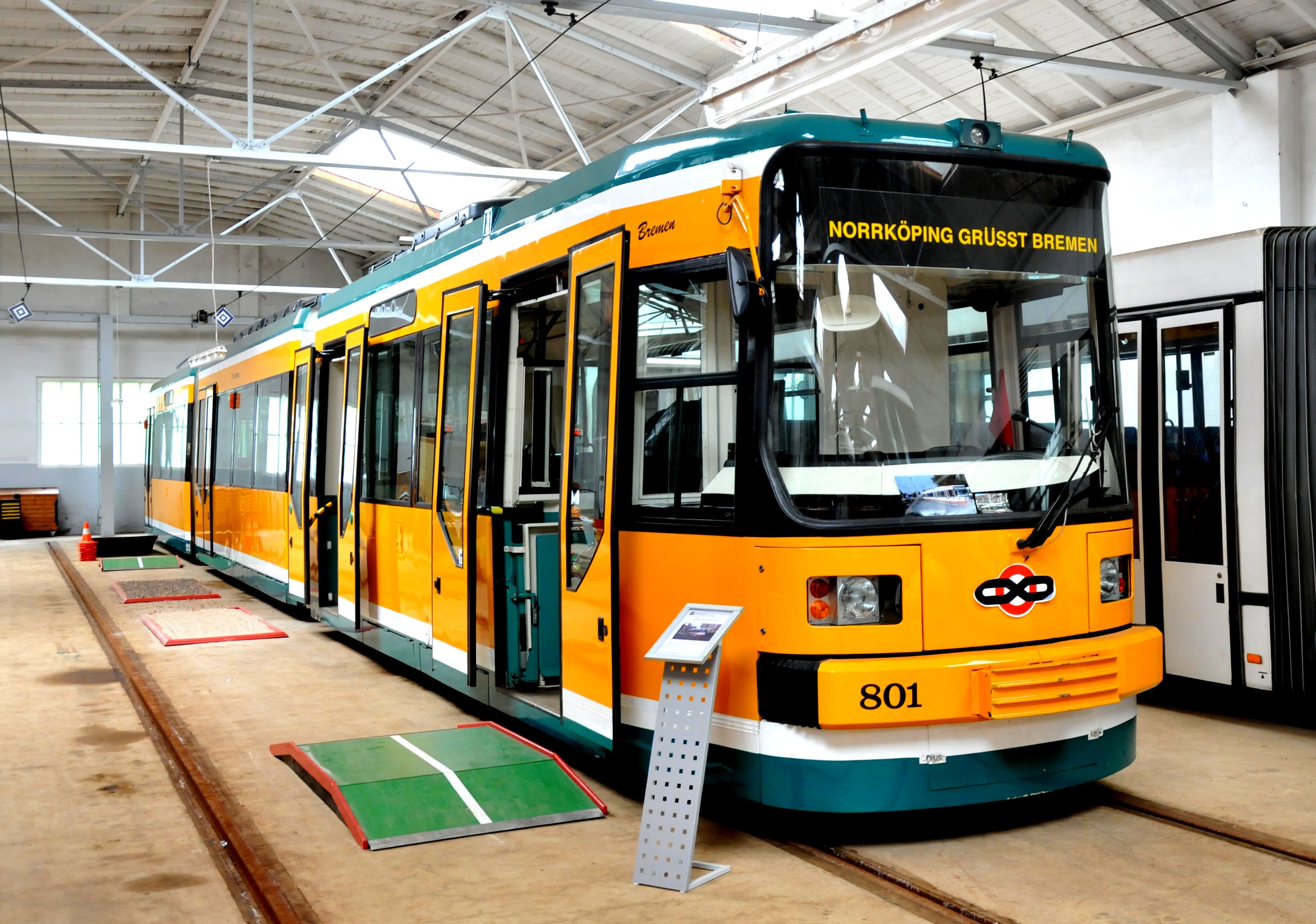
M98-tram, in het trammuseum te Bremen

### Voormalig
De M67K-serie bestaat uit 10 trams die in de jaren negentig gemoderniseerd werden op basis van de M67. Deze serie bestond uit 25 vierassers en werd gebouwd in 1966-67. De M98-serie bestond uit vier tweedehands AEG-lagevloertrams uit Bremen (1) en München (3). De Bremense tram ging in 2011 terug naar Bremen, de overige in 2014 naar München. Norrköping wilde nog meer AEG-lagevloertrams overnemen uit Berlijn, maar dat was niet mogelijk. In 2011 hebben ook Tatra T6 trams gereden onder de noemer M11, maar dit was geen succes vanwege technische problemen.

## Lijnen
Het huidige normaalsporige net is ongeveer 13 kilometer lang en wordt door twee lijnen bereden. In 2006 begon de aanleg van de verlenging van lijn 2 naar Ringdansen. De eerste fase werd voltooid in het najaar van 2010 en de tweede fase in het najaar van 2011.
| 2 | Fridvalla – Ö Eneby kyrka – Heleneborgsgatan – De Geersgatan – Eneby Centrum – Slåttergatan – Karlshovsskolan – Cederborgsvägen – Hagaskolan – Himmelstalundsvägen – Marielund – Matteusskolan – Norr Tull – Resecentrum – Rådhuset – Nya Torget – Styrmansgatan – Djäkneparksskolan – Centralbadet – Stortorget – Söder Tull – Broocmans plan – Albrektsvägen – Ljura centrum - Ljura spårvägsbro - Hageby vårdcentral - Hageby centrum - Hyvlaregatan - Trumpetaregatan - Atriumhusen - Ringdansens centrum - Kvarnberget |
| 3 | Vidablick – Kapplandsgatan – Sandbyhov – Breda Vägen – Blommelundsgatan – Hagaskolan – Himmelstalundsvägen – Marielund – Matteusskolan – Norr Tull – Resecentrum – Rådhuset – Hospitalsgatan – Hörsalsparken – Söder Tull – Gymnastikgatan – Väster Tull – Strömbacken – Vägträffen – Lokegatan – Skarphagsgatan – Folkets Park – SMHI – Bastuban – Torsten Fogelqvists gata – Klockaretorpet |

Netkaart van de Tram van Norrköping.

De museumlijn wordt gereden onder het lijnnummer 1.